# اتحاد المقاولين الفلسطيني
يعتبر اتحاد المقاولين الفلسطينيين الممثل الرئيسي لقطاع المقاولين في فلسطين. ويعد العمود الفقري لقطاع الإنشاءات الفلسطيني، أحد أهم روافد القطاعات الإنتاجية والصناعية، وأحد دعامات الاقتصاد الوطني الفلسطيني. تم تأسيس اتحاد المقاولين الفلسطينيين بتاريخ 1/6/1994. ويضم الاتحاد أكثر من 400 شركة هندسية.

## وصلات خارجية
- الموقع الرسمي للاتحاد المقاولين الفلسطيني